# District d'Avallon
Le district d'Avallon est une ancienne division territoriale française du département de l'Yonne de 1790 à 1795.
Il était composé des cantons de Avallon, Guillon, l'Isle, Joux, Mont Serain, Quarée, le Vault et Vezelay.

## Galerie

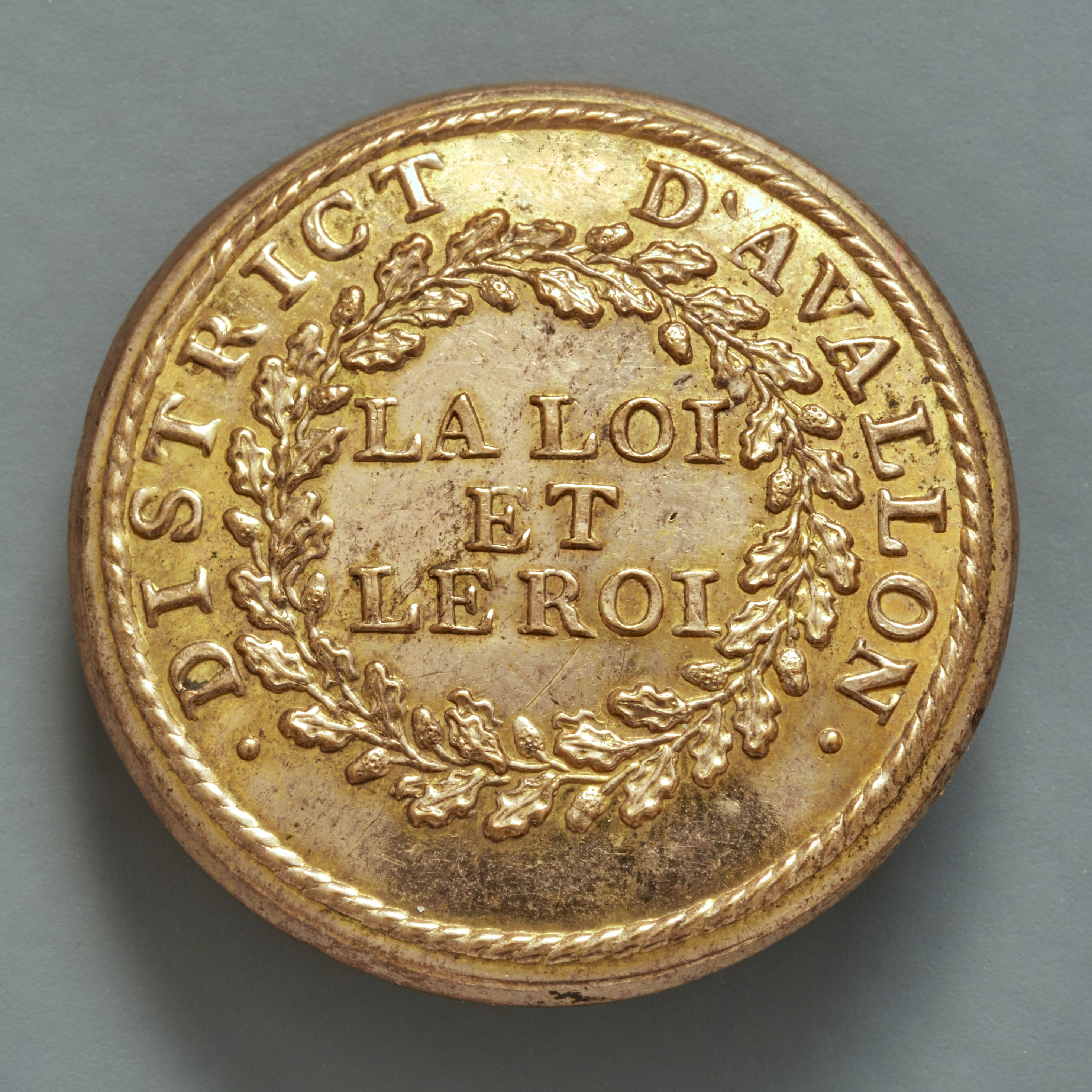
Bouton (musée Carnavalet)